# Richard Leblanc
Pour les articles homonymes, voir Leblanc.
 (juillet 2011).
Si vous disposez d'ouvrages ou d'articles de référence ou si vous connaissez des sites web de qualité traitant du thème abordé ici, merci de compléter l'article en donnant les références utiles à sa vérifiabilité et en les liant à la section « Notes et références ».
Richard Leblanc (né à Paris en 1510, mort en 1580) est un cuisinier et écrivain français.
Il fut le maître d'hôtel du duc de Guise. Protégé par Marguerite, fille de François Ier, il lui dédia sa traduction du De subtilitate de Gerolamo Cardano.